# Odžak (Glamoč)
Pour les articles homonymes, voir Odžak.
Odžak (en serbe cyrillique : Оџак) est un village de Bosnie-Herzégovine. Il est situé dans la municipalité de Glamoč, dans le canton 10 et dans la fédération de Bosnie-et-Herzégovine. Selon les premiers résultats du recensement bosnien de 2013, il abrite une population inférieure ou égale à 10 habitants.
Avant la guerre de Bosnie-Herzégovine, le village faisait entièrement partie de la municipalité de Glamoč ; après la guerre, son territoire a été partiellement intégré à la municipalité de Šipovo, rattachée à la république serbe de Bosnie.

## Démographie

### Évolution historique de la population
| 1948 | 1953 | 1961 | 1971 | 1981 | 1991 | 2013 |
| ---- | ---- | ---- | ---- | ---- | ---- | ---- |
| -    | -    | 135  | 85   | 55   | 54   | ≤ 10 |

|  |

### Communauté locale
En 1991, la communauté locale d'Odžak comptait 1 568 habitants, répartis de la manière suivante :